# Tratado de Paris (1796)

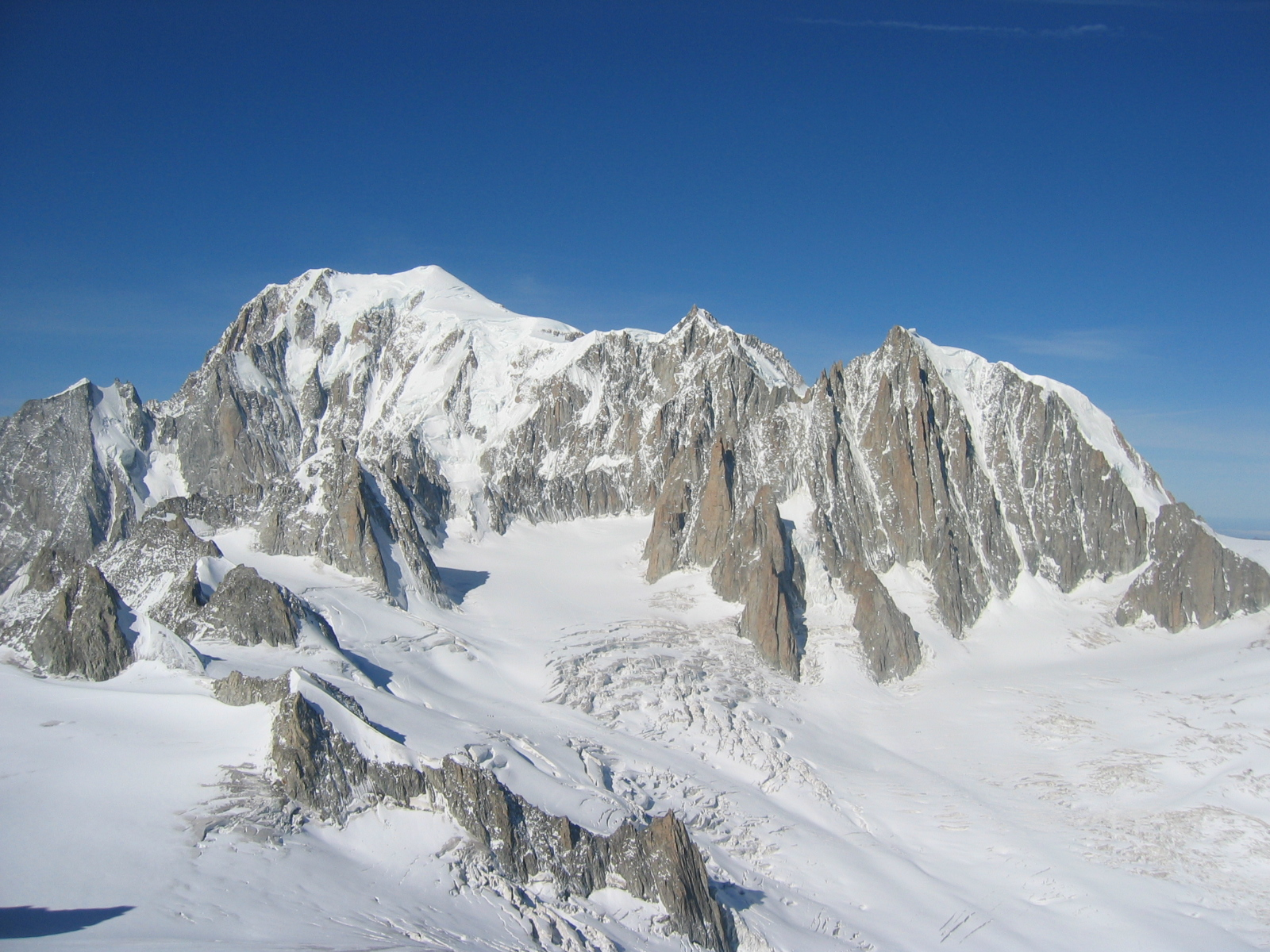
Mont Blanc em Paris

O Tratado de Paris, de 15 de maio de 1796, foi um tratado assinado entre a República Francesa e o Reino do Piemonte-Sardenha durante a Guerra da Primeira Coligação.
Após quatro anos de guerra, os Franceses, sob o comando de Napoleão Bonaparte, derrotaram finalmente o exército piemontês, a 12 de abril de 1796, na Batalha de Montenotte e, a 21 de abril, na Batalha de Mondovi. Estes acontecimentos forçaram o Rei Vítor Amadeu III da Sardenha a assinar um armistício em Cherasco, uma semana mais tarde, abandonando a Primeira Coligação.
No Tratado de Paris que foi assinado mais tarde, o Rei Vítor Amadeu III renuncia à coligação contra a França (Artº 2º), reconheceu a República Francesa, cedeu a Saboia e os condados de Nice, de Tende e de Beuil (Artº 3º). O Artº 4º define a fronteira entre a França e o Reino da Sardenha-Piemonte. No Artº 5º estabelece-se que os “émigrés” franceses não serão autorizados a permanecer na Sardenha-Piemonte. Os artigos 12º a 15º estabelecem um conjunto de fortalezas e passagens dos Alpes que, juntamente com a respetiva artilharia, ficam em posse dos Franceses. O Artº 17º deu ao exército francês liberdade de passagem através do território do Piemonte, entre a França e o resto da Itália. O Rei Vítor Amadeu morreu poucos meses depois de assinar o tratado.
O interesse francês na Saboia já tinha sido demonstrado em 1792 quando o governo revolucionário anexou esse território como o 84º Departamento Francês, com o nome Mont-Blanc. Durante a noite de 21 de setembro de 1792, tropas francesas sob o comando do General Montesquieu lançaram um ataque de surpresa sobre o Ducado de Saboia que, na altura, era um território dependente do Reino da Sardenha. O rei, que se encontrava a residir em Chambéry, acompanhado pelo seu exército, numerosos administradores e clérigos, fugiu através dos Alpes para os seus territórios no Piemonte. Isto provocou a guerra com o Piemonte-Sardenha.
O Reino do Piemonte-Sardenha nunca aceitou estas perdas e, no Tratado de Paris (1814), recuperou para de Saboia e, um ano mais tarde, pelo Tratado de Paris (1815), o resto daquele território.